# Pánkszelistye
Pánkszelistye település Romániában, Hunyad megyében.

## Fekvése
Dévától nyugatra, Dobrától délnyugatra, a Jófő vize bal partján, Felsőlapugy és Roskány közt fekvő település.

## Története
Pánkszelistye Déva vára tartozéka, Jófő város birtoka volt.
Nevét 1733-ban említette először oklevél Szelistye néven. 1760-1762-ben Pánk Szelistye, 1861-ben Szelistye néven írták.
A 20. század elején Hunyad vármegye Marosillyei járásához tartozott.
1910-ben 200 román lakosa volt, valamennyi görögkeleti ortodox vallású.
Határában mészkövet is bányásznak.